# Banque centrale du Honduras
La Banque centrale du Honduras (en espagnol : Banco Central de Honduras) est la banque centrale de la république du Honduras.